# Meges
Meges (altgriechisch Μέγης Mégēs) ist in der griechischen Mythologie ein Enkel des Augeias sowie Sohn des dem Herakles freundlich gesinnten und deshalb von seinem Vater vertriebenen Phyleus.
Meges wird zu den Freiern der Helena gezählt und gehörte daher zu den Helden, die mit dem Griechenheer in den Trojanischen Krieg zogen. Er kommandierte ein Kontingent von nach Dulichion übergesiedelten Epeiern und führte dabei 40 Schiffe von Dulichion und der Inselgruppe der Echinen (wahrscheinlich identisch mit den Echinaden) vor Troja.
Die Ilias hebt seine kämpferischen Großtaten öfters lobend hervor. Von seiner Hand fiel u. a. auch Pedaios, ein Sohn des Antenor. Laut Quintus von Smyrna gehörte er zu den Griechen, die in das Trojanische Pferd kletterten. Ein Bild des Polygnot zeigte u. a. eine Szene der Kleinen Ilias, nach der Meges vom Augeias-Sohn Admetos verletzt wurde.
Auf der Heimfahrt erlitt Meges zusammen mit Prothoos am Südost-Kap von Euböa namens Kaphereus  Schiffbruch und ertrank. Aristoteles verfasste über die zwei Verunglückten ein Epitaph. Nach einer anderen Version soll Meges bereits im Kampf um Troja gefallen sein.
Nach dem mythologischen Troja-Kämpfer ist der Asteroid (4833) Meges benannt.